# منظمة بيت لحم
منظمة بيت لحم، هي مؤسسة خيرية غير ربحية، مقرها في ولاية بنسلفانيا تهدف إلى الجمع بين أشخاص من أمريكا الشمالية وبقية العالم ممن لديهم أصول عائلية في مدينة بيت لحم الفلسطينية وحولها، بما في ذلك قرى بيت جالا المجاورة وبيت ساحور، في الضفة الغربية.
تأسست المنظمة عام 1985 على يد الطبيب الفلسطيني الأمريكي إدوارد حزبون، وآخرين؛ كوسيلة للحفاظ على التراث الثقافي لمنطقة بيت لحم وتعزيزه. تنظم المنظمة أنشطة اجتماعية لأعضائها، وتشارك أيضًا في جمع التبرعات للجمعيات الخيرية والمنح الدراسية في بيت لحم. شغلت منى حنضل داية منصب رئيس جمعية بيت لحم في العام 2007.